# Marta Mangué González
Marta Elisabet Mangué González (Las Palmas de Gran Canària, Espanya 1983) és una jugadora d'handbol canària, guanyadora d'una medalla olímpica.
Va participar, als 21 anys, en els Jocs Olímpics d'Estiu de 2004 realitzats a Atenes (Grècia), on amb la selecció espanyola femenina d'handbol va aconseguir finalitzar en sisena posició, guanyant així un diploma olímpic. En els Jocs Olímpics d'Estiu de 2012 celebrats a Londres (Regne Unit), on va aconseguir guanyar la medalla de bronze en derrotar en el partit pel tercer lloc a la selecció de Corea del Sud. Al llarg de la seva carrera ha aconseguit una medalla de bronze al Campionat del Món d'handbol, dos medalles de plata als Campionats d'Europa i una medalla d'or als Jocs del Mediterrani.